# Astarte borealis
Astarte borealis är en musselart som först beskrevs av Heinrich Christian Friedrich Schumacher 1817.  Astarte borealis ingår i släktet Astarte och familjen Astartidae. Arten är reproducerande i Sverige. Inga underarter finns listade i Catalogue of Life.
Rundad form:

Höger klaff
Vänster klaff

Långsträckt form:

Höger klaff
Vänster klaff

## Bildgalleri

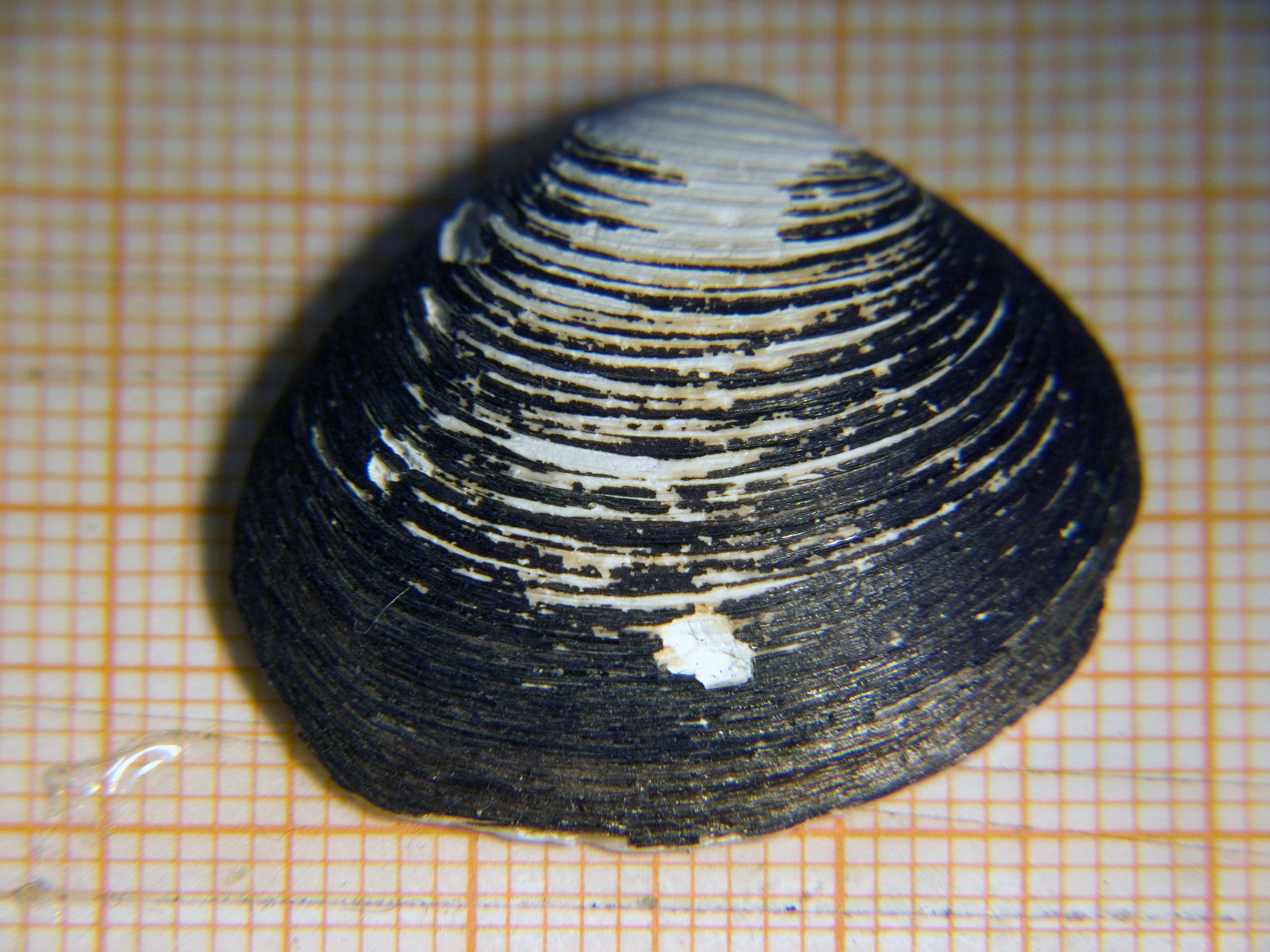
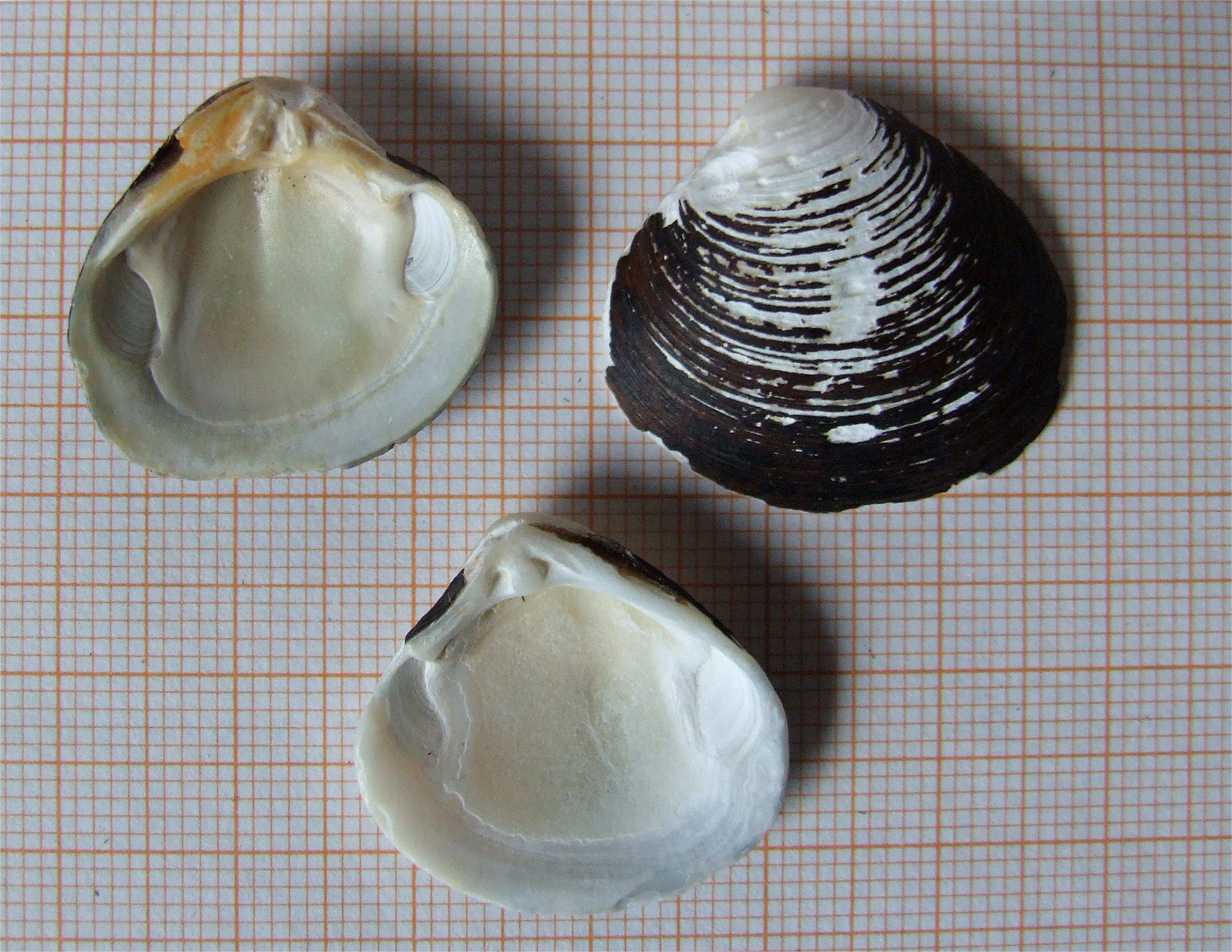